# Ла Риоха (Аржентина)
 Тази статия е за града в Аржентина.  За аржентинската провинция вижте Ла Риоха (провинция).  
Ла Риоха (на испански: La Rioja) е град в Аржентина, административен център на едноименната провинция Ла Риоха.

## Обща информация
Град Ла Риоха е разположен в подножието на планината Сиера де Веласко, на 1167 km от Буенос Айрес и на 430 km от Кордоба.
Градското летище „Капитан Висенте Алмандос Алмонасид“ (на испански: Aeropuerto Capitán Vicente Almandos Amonacide) отстои на 7 km от града и от него има редовни полети до Буенос Айрес и Катамарка.
Климатът е сух, полупустинен със средни температури от + 5 °C до +20 °C през зимата и от +21 °C до +35 °C през лятото, но максималните могат да надхвърлят 40 °C.

## История
Градът е основан на 20 май 1591 г. от Хуан Рамирес де Веласко, бивш губернатор на Тукуман, и е наречен Тодос Лос Сантос де ла Нуева Риоха, в чест на испанската провинция Ла Риоха.

## Икономика
Икономиката на Ла Риоха исторически е свързана с животновъдството и земеделието; традиционно са развити лозарството и винопроизводството. През 1970-те години започва индустриализация на района и днес Ла Риоха е център на фармацевтичната промишленост на Аржентина.

## Култура и образование
Сред туристическите забележителности на града са: Паметника на генерал Хосе де Сан Мартин, Катедралата на Ла Риоха, църквата „Сан Франциско“, манастира „Санто Доминго“.
В Ла Риоха се намира Националният университет Ла Риоха, основан през 1970 г.

## Побратимени градове
- Бергамо, Италия